# Krađa knjiga u Nacionalnoj i sveučilišnoj knjižnici u Zagrebu
Pljačka knjiga iz Nacionalne i sveučilišne knjižnice u Zagrebu je bilo višegodišnje protupravno oduzimanje knjiga, slika i drugih dragocjenosti koje se odvijalo od 1982. do 1987. godine, a prilikom koga je otuđeno i nepovratno nestalo mnogo knjiga i drugih predmeta neprocjenjive vrijednosti. Predstavljao je jedan od najspektakularnijih imovinskih delikata u povijesti SR Hrvatske i SFRJ, odnosno najvećih skandala s kraja 1980-ih.

## Pozadina krađe
Krađu knjiga počinila je tročlana grupa na čijem je čelu bio Aleksandar Milles, sin uglednog novinara Konstantin Millesa, koji je u vrijeme početka pljačke imao 18 godina. Prije toga se bavio raznim poslovima, tijekom kojih je čistio tuđe podrume i tavane; tada bi često pronašao stare knjige koje je počeo sakupljati, a potom i preprodavati na zagrebačkom Cvjetnom trgu. Okupivši dva suradnika, od kojih je jedan bio student, a drugi kuhar, godine 1982. su počeli sustavno otuđivati knjige, koristeći tadašnje slabe mjere sigurnosti u NSK; tako bi danju posjećivali knjižnicu kao njeni registrirani članovi te ostavljali otvorene prozore kroz kojih bi se provukli noću. Prikupljene knjige su počeli preprodavati u Austriji; s vremenom su upoznali brojne vlasnike antikvarnica, trgovce knjigama i kolekcionare; zahvaljujući njima su stekli veliku količinu novca, od kojih je Milles dio uložio u vlastitu videoteku. 
Potkraj 1986. je na tadašnjoj granici SFRJ i Austrije uhićen austrijski antikvar s knjigama koje su potjecale iz Nacionalne i sveučilišne knjižnice u Zagrebu. O tome je izviještena zagrebačka policija, koja je relativno brzo identificirala osumnjičenike; međutim, odlučeno je da se uhićenjima pričeka. Do privođenja je došlo tek 21. ožujka 1988. godine. 
Suđenje je počelo 4. svibnja 1989. i trajalo je pet mjeseci. Miles je osuđen na petnaest godina zatvora, student na četiri, a kuhar na tri, dok su manipulanti-pomagači iz knjižnice dobili manje kazne. Nakon žalbe Vrhovni je sud svima umanjio kazne, Millesova je smanjena na devet godina. Utvrđeno je kako je trojac osim u Zagrebu krao knjige i u dvorcu Golubovec u Donjoj Stubici. Ukupan broj ukradenih knjiga bio je 1398, a među njima su se nalazili rijetki i vrijedni naslovi iz 16., 17. i 18. stoljeća. Okvirna šteta iznosila je prema procjenama 1 502 000 tadašnjih njemačkih maraka.
Otprilike polovina ukradenih knjiga završila je u Beogradu, dio na raznim lokacijama u Austriji, a prema Milesovu iskazu prodavao ih je i u Italiju, Njemačku, Veliku Britaniju i SAD. Većina ih je vraćena u Zagreb.
Millesov boravak u zatvoru obilježavaju njegovi pokušaji samoubojstva i jedan pokušaj bijega godine 1994., kada je jednog policajca na ulici uzeo kao taoca. U svom naumu uspio je 1995., kada je počinio samoubojstvo popivši veliku količinu tableta. Novac koji ja zaradio od prodaje knjiga nikada nije pronađen.
Slučaj Aleksandra Millesa i krađe knjiga iz Nacionalne i sveučilišne knjižnice u Zagrebu u aktualno vrijeme pojačano su pratili mediji. Hrvatska radiotelevizija je početkom devedesetih snimila dvije televizijske emisije o pljački NSK-a, a krajem 2000-ih slučaj je obrađen i u rekonstrukciji kriminalističkoga magazina „Istraga“ na Novoj TV.